# کنه اندوی
کنه اندوی (فرانسوی: Kéné Ndoye‎؛ زادهٔ ۲۰ نوامبر ۱۹۷۸) ورزشکار دو و میدانی در رشته پرش سه‌گام اهل سنگال است که در بازی‌های آفریقایی برندهٔ ۱ مدال نقره شده‌است.

## رقابت‌های بین‌المللی
| سال                  | مسابقه                         | محل برگزاری               | مقام                 | رویداد               | توضیحات                    |
| به نمایندگی از سنگال | به نمایندگی از سنگال           | به نمایندگی از سنگال      | به نمایندگی از سنگال | به نمایندگی از سنگال | به نمایندگی از سنگال       |
| -------------------- | ------------------------------ | ------------------------- | -------------------- | -------------------- | -------------------------- |
| ۱۹۹۶                 | مسابقات قهرمانی آفریقا         | یائونده                   | ۳ام                  | پرش طول              | ۵٫۸۵ متر                   |
| ۱۹۹۶                 | مسابقات قهرمانی آفریقا         | یائونده                   | 1ام                  | پرش سه‌گام            | ۱۲٫۹۹ متر                  |
| ۱۹۹۶                 | مسابقات قهرمانی جوانان جهان    | سیدنی، استرالیا           | 21ام (q)             | پرش طول              | ۵٫۴۲ متر (wind: -0.6 m/s)  |
| ۱۹۹۶                 | مسابقات قهرمانی جوانان جهان    | سیدنی، استرالیا           | ۲۵ام (q)             | پرش سه‌گام            | ۱۲٫۱۰ متر (wind: +0.9 m/s) |
| ۱۹۹۷                 | مسابقات قهرمانی جوانان آفریقا  | ایبادان                   | ۴ام                  | پرش سه‌گام            | ۱۲٫۶۷ متر                  |
| ۱۹۹۸                 | مسابقات قهرمانی آفریقا         | داکار                     | ۳ام                  | پرش سه‌گام            | ۱۳٫۳۰ متر                  |
| ۱۹۹۹                 | مسابقات جهانی دو و میدانی      | سویل (شهر)                | ۱۷ام (q)             | پرش سه‌گام            | ۱۳٫۹۰ متر                  |
| ۱۹۹۹                 | All-Africa Games               | ژوهانسبورگ، آفریقای جنوبی | ۴ام                  | پرش طول              | 6.47 متر                   |
| ۱۹۹۹                 | All-Africa Games               | ژوهانسبورگ، آفریقای جنوبی | ۳ام                  | پرش سه‌گام            | 13.88 متر                  |
| ۲۰۰۰                 | مسابقات قهرمانی آفریقا         | الجزیره                   | 1ام                  | پرش طول              | ۶٫۳۹ متر                   |
| ۲۰۰۰                 | مسابقات قهرمانی آفریقا         | الجزیره                   | ۳ام                  | پرش سه‌گام            | ۱۳٫۸۱ متر                  |
| ۲۰۰۰                 | بازی‌های المپیک تابستانی        | سیدنی                     | ۱۴ام (q)             | پرش سه‌گام            | 13.96 متر                  |
| ۲۰۰۲                 | مسابقات قهرمانی آفریقا         | رادس                      | ۳ام                  | دو صد متر با مانع    | 13.72 s (w)                |
| ۲۰۰۲                 | مسابقات قهرمانی آفریقا         | رادس                      | ۲ام                  | پرش طول              | ۶٫۴۵ متر (w)               |
| ۲۰۰۲                 | مسابقات قهرمانی آفریقا         | رادس                      | ۲ام                  | پرش سه‌گام            | ۱۴٫۲۸ متر                  |
| ۲۰۰۳                 | مسابقات قهرمانی داخل سالن جهان | بیرمنگام، بریتانیا        | ۳ام                  | پرش سه‌گام            | ۱۴٫۷۲ متر (iNR)            |
| ۲۰۰۳                 | مسابقات جهانی دو و میدانی      | پاریس                     | ۱۰ام                 | پرش سه‌گام            | ۱۴٫۲۹ متر                  |
| ۲۰۰۳                 | All-Africa Games               | آبوجا، نیجریه             | ۴ام                  | پرش طول              | 6.37 متر                   |
| ۲۰۰۳                 | All-Africa Games               | آبوجا، نیجریه             | 1ام                  | پرش سه‌گام            | 14.23 متر                  |
| ۲۰۰۴                 | مسابقات قهرمانی داخل سالن جهان | بوداپست                   | ۲۲ام (q)             | پرش سه‌گام            | ۱۳٫۷۷ متر                  |
| ۲۰۰۴                 | مسابقات قهرمانی آفریقا         | برازاویل                  | 1ام                  | پرش طول              | ۶٫۶۴ متر                   |
| ۲۰۰۴                 | مسابقات قهرمانی آفریقا         | برازاویل                  | ۲ام                  | پرش سه‌گام            | ۱۴٫۴۴ متر                  |
| ۲۰۰۴                 | بازی‌های المپیک تابستانی        | آتن                       | ۲۲ام (q)             | پرش طول              | 6.45 متر                   |
| ۲۰۰۴                 | بازی‌های المپیک تابستانی        | آتن                       | ۱۴ام                 | پرش سه‌گام            | 14.18 متر                  |
| ۲۰۰۵                 | مسابقات جهانی دو و میدانی      | هلسینکی                   | ۶ام                  | پرش سه‌گام            | ۱۴٫۴۷ متر                  |
| ۲۰۰۶                 | مسابقات قهرمانی داخل سالن جهان | مسکو                      | ۱۳ام (q)             | پرش سه‌گام            | ۱۳٫۸۸ متر                  |
| ۲۰۰۶                 | مسابقات قهرمانی آفریقا         | Bambous, Mauritius        | ۲ام                  | پرش طول              | ۶٫۳۰ متر                   |
| ۲۰۰۶                 | مسابقات قهرمانی آفریقا         | Bambous, Mauritius        | ۲ام                  | پرش سه‌گام            | ۱۴٫۰۸ متر (w)              |
| ۲۰۱۱                 | All-Africa Games               | ماپوتو، موزامبیک          | ۲ام                  | پرش سه‌گام            | 13.69 متر                  |